# Mama, ne gorjuj
Mama, ne gorjuj (Мама, не горюй) è un film del 1998 diretto da Maksim Pežemskij.

## Trama
Il film mostra un matrimonio in una città di provincia. L'autorità criminale si attacca alla sposa e questo fa infuriare lo sposo, che i banditi con la polizia vogliono imprigionare di conseguenza. E scappa.